# Serie A 1973 (pallanuoto maschile)

La formazione del Circolo Canottieri Napoli campione d'Italia 1973

La Serie A 1973 è stata la 54ª edizione del massimo livello del campionato italiano maschile di pallanuoto. La Canottieri Napoli, come già accaduto nel 1963, interrompe l'egemonia della Pro Recco, durata nove anni, vincendo il suo quarto titolo nazionale.

## Classifica finale
|  |     | Classifica finale 1973 | Pt | G  | V  | N | P  | GF  | GS  | DR  |
|  | --- | ---------------------- | -- | -- | -- | - | -- | --- | --- | --- |
|  | 1.  | Canottieri Napoli      | 34 | 18 | 16 | 2 | 0  | 136 | 71  | +55 |
|  | 2.  | Pro Recco              | 33 | 18 | 16 | 1 | 1  | 138 | 58  | +80 |
|  | 3.  | Nervi                  | 22 | 18 | 10 | 2 | 6  | 118 | 95  | +23 |
|  | 4.  | Florentia              | 19 | 18 | 7  | 5 | 6  | 102 | 100 | +2  |
|  | 5.  | Sori                   | 17 | 18 | 7  | 3 | 8  | 102 | 101 | +1  |
|  | 6.  | Lazio                  | 15 | 18 | 6  | 3 | 9  | 112 | 138 | -26 |
|  | 7.  | Civitavecchia          | 13 | 18 | 6  | 1 | 11 | 109 | 132 | -23 |
|  | 8.  | Camogli                | 11 | 18 | 4  | 3 | 11 | 86  | 118 | -32 |
|  | 9.  | Napoli                 | 8  | 18 | 3  | 2 | 13 | 109 | 157 | -48 |
|  | 10. | Mameli                 | 8  | 18 | 2  | 4 | 12 | 74  | 116 | -42 |
|  |     |                        |    |    |    |   |    |     |     |     |

## Verdetti
- Canottieri Napoli Campione d'Italia